# Luna 26
Luna 26, ou l'orbiteur Luna Resours, est une mission spatiale d'exploration de la Lune étudiée par Roscosmos (l'agence spatiale russe) dans le cadre du programme Luna. Luna 26, qui doit être lancée vers 2027, est un orbiteur qui doit cartographier les sites d'atterrissage des missions ultérieures et étudier l'environnement immédiat de la Lune.  

## Contexte
Les responsables russes du programme spatial russe ont relancé au début des années 2000 les projets d'exploration du système solaire. Ils ont décidé dans un premier temps de concentrer leurs efforts sur la Lune. Un plan ambitieux a été défini au cours de la décennie 2000. Il prévoit le lancement de missions robotiques de complexité croissante dont l'objectif final est de permettre l'exploitation des ressources lunaires et l'installation d'équipements scientifiques lourds sur le sol lunaire.
L'Agence spatiale européenne annonce le 13 avril 2022 son retrait des missions spatiales russes à la suite de l'invasion de l'Ukraine par la Russie en 2022

## Le programme d'exploration lunaire russe
Luna 26 s'inscrit dans un programme d'exploration lunaire dont l'objectif final est de résoudre d'importantes questions scientifiques (origine et évolution de la Lune, caractéristiques des régions polaires, volatiles présents, exosphère et rayonnement) et de fournir les éléments indispensables (connaissances du terrain, ressources exploitables) aux futures missions avec équipage. Le programme d'exploration lunaire russe, tel qu'il a été défini en 2016, prévoit des missions robotiques de complexité croissante tenant compte du niveau de maitrise technique des ingénieurs russes et des contraintes budgétaires. À terme, le programme doit permettre l'installation d'observatoire de l'espace profond et du système solaire et de laboratoires scientifiques. Pour remplir ces objectifs, les missions robotiques suivantes sont prévues (projection effectuée en 2016) : 
- l'atterrisseur Luna-Glob (Luna 25) est un engin spatial léger qui doit effectuer une première analyse du régolithe lunaire dans les régions polaires jusqu'à une profondeur de 50 centimètres et collecter des données sur l'exosphère. Il doit également valider les techniques d'atterrissage et les systèmes de télécommunications qui seront mis en œuvre par les missions lunaires suivantes ;
- l'orbiteur Luna Resours (Luna 26) doit être placé sur une orbite polaire de 100 km. Sa mission est de cartographier l'ensemble de la Lune, d'analyser l'exosphère et le plasma autour de la Lune, d'identifier des sites d'atterrissage dans les régions polaires et de servir de relais de télécommunications pour les missions au sol. Sa date de lancement est prévue vers 2024 ;
- l'atterrisseur Luna Resours (Luna 27) est un engin plus lourd qui doit atterrir également dans la région du pôle sud. Il doit effectuer une analyse du régolithe lunaire jusqu'à une profondeur de 2 mètres et collecter des données sur l'exosphère. Sur le plan technologique, il devait valider une technique d'atterrissage de haute précision permettant d'éviter les obstacles au sol grâce à un module (appelé PILOT) fourni par l’Agence spatiale européenne. Il devait aussi mettre en œuvre une foreuse fournie par l’Agence spatiale européenne capable de conserver la température des carottes de terrain prélevées. À la suite de l'invasion de l'Ukraine par la Russie en février 2022, la coopération avec l’Agence spatiale européenne s’est arrêtée en avril 2022. Sa date de lancement est prévue vers 2025 ;
- la mission retour d'échantillon Luna Grunt (Luna 28) a pour objectif de ramener sur Terre des échantillons du sol lunaire dont la température a été préservée.

## Objectifs de la mission
Les objectifs de la mission Luna 26 sont les suivants : 
- cartographier des sites d'atterrissage dans le bassin Pôle Sud-Aitken pour la mission Luna 27 ;
- analyser le rayonnement dans différentes longueurs d'onde dont le rayonnement gamma ;
- mesurer le flux de neutrons et le plasma spatial dans la région de la Lune ;
- Tester les liaisons radio en UHF avec les sites situés à la surface de la Lune dans les régions polaires.

## Déroulement
Luna 26 doit être placé sur une orbite polaire à une altitude comprise entre 50 et 100 kilomètres. La mission devrait être lancée vers 2027.